# Operacja Polarna Gwiazda
Operacja Polarna Gwiazda (ros. Операция Полярная Звезда, trans. Opieracija Poljarnaja Zwiezda) – operacja przeprowadzona przez radzieckie fronty Leningradzki, Wołchowski i Północno-Zachodni w lutym i marcu 1943 roku. Operacja ta została zaplanowana przez Gieorgija Żukowa w wyniku udanej operacji Iskra. Zakładała ona dwa oddzielne okrążenia. Jedno z nich miało zostać przeprowadzone na północy przez Front Leningradzki i Wołchowski w pobliżu miasta Mga, a drugie dalej na południu przez Front Północno-Zachodni, koło Diemianska.
Operacja zakończyła się pomyślnie wokół Diemianska, który wyzwolono, ale nie udało się okrążyć sił niemieckich. Na północy operacja nie powiodła się i nie uzyskano także istotnych zdobyczy terytorialnych. Dzięki bitwom na południu koło Charkowa i później w pobliżu Kurska, w których skoncentrowano znaczne siły obu stron, linia frontu koło Leningradu ustabilizowała się do lipca 1943 roku.

## Plan operacji
Po zwycięstwie w bitwie stalingradzkiej ogólna sytuacja na froncie radziecko-niemieckim odwróciła się na korzyść Armii Czerwonej. Operacja Iskra zakończyła się przełamaniem blokady Leningradu, co było wielkim sukcesem dla sił radzieckich, ale nie wszystkie jej cele zostały osiągnięte. 14 stycznia 1943 r. dowódca Frontu Północno-Zachodniego, marsz. Siemion Timoszenko, przekazał Stawce raport zatytułowany „Plan operacji ukończenia okrążenia i pokonania diemiańskiego zgrupowania przeciwnika”. Prace nad nim rozpoczęły się od omówienia natarcia w kierunku północno-zachodnim z marsz. Gieorgijem Żukowem oraz z dowódcami Frontów Leningradzkiego i Wołchowskiego: Leonidem Goworowem i Kiriłłem Mierieckowem.
Raport donosił, że wojska niemieckie broniąc tzw. „korytarza ramuszewskiego” są wyczerpane walkami, a wróg jest zmuszony do ciągłego przenoszenia jednostek z innych części frontu, aby zapobiec całkowitemu okrążeniu grupy diemiańskiej. Według Timoszenki podczas walk od 23 grudnia 1942 r. do 12 stycznia 1943 r. Niemcy ponieśli ciężkie straty (do 20 000 ludzi), ale nadal uparcie bronią swoich pozycji w oparciu o punkty umocnione.
W ten sposób walki w rejonie Diemianska zostały przedłużone. Wobec tej sytuacji Timoszenko zaproponował, aby siły Frontu Północno-Zachodniego przeprowadziły operację przechwycenia „korytarza ramuszewskiego”, a jednocześnie, w celu pozbawienia wroga możliwości manewrowania rezerwami, przeprowadzenie operacji pomocniczej, mającej na celu faktyczne wyeliminowanie diemiańskiego zgrupowania nieprzyjaciela. Po przestudiowaniu raportu Stawka postanowiła rozszerzyć skalę przyszłej ofensywy. Marszałek Żukow, wyznaczony na przedstawiciela Stawki przy Froncie Północno-Zachodnim, był odpowiedzialny za koordynację działań trzech frontów biorących udział w operacji . Aby osiągnąć możliwy sukces, dyrektywa Stawki z 30 stycznia 1943 r. utworzyła „Specjalną Grupę Wojsk generała Chozina”. Obejmowała ona 1 Armię Pancerną, 68 Armię i grupę rezerwową.
Pierwszymi, które miały uderzyć, były wojska Frontów Leningradzkiego i Wołchowskiego, którym powierzono określone zadania – otoczyć wojska niemieckie w rejonie Mgi i rozszerzyć korytarz lądowy łączący Leningrad z reszta kraju. Ponadto radzieckie dowództwo miało nadzieję, że udana ofensywa pod Leningradem zmusi dowództwo Grupy Armii Północ do wysłania tam dodatkowych posiłków, w tym z rejonu Diemianska. Mniej więcej tydzień później, wykorzystując efekt rozpraszający, zaplanowano poważne uderzenie siłami Frontu Północno-Zachodniego – przecięcie „korytarza ramuszewskiego” i wyeliminowanie wojsk niemieckich w rejonie Diemianska. W przyszłości, przełamując front niemiecki, planowano szybki rozwój natarcia dzięki mobilnym jednostkom „Grupy Specjalnej”. Ponadto zaplanowano przeprowadzenie szeregu operacji desantowych w celu zdobycia kluczowych skrzyżowań i stacji kolejowych, dla których do 68 Armii przyłączono pięć gwardyjskich dywizji powietrznodesantowych. Dlatego oddziały „Grupy Specjalnej”, poruszające się w kierunku Ługi, Krasnych Strug, Porchowa i Dna, musiały przerwać komunikację Grupy Armii Północ i uniemożliwić zbliżanie się posiłków wroga, wysłanych na pomoc zgrupowaniu diemiańskiemu i leningradzko-wołchowskiemu. Jeśli wszystkie dotychczasowe etapy się powiodą, ofensywa miała być kontynuowana w kierunku Pskowa i Narwy. Następnie połączone siły trzech frontów miały „otoczyć i zniszczyć leningradzko-wołchowskie zgrupowanie wroga”.

Marszałek Sił Pancernych Michaił Katukow wiele lat po wojnie w swoich wspomnieniach dokonał następującej oceny planu „Polarna Gwiazda”: 

Pomysł był wspaniały. Wydaje się, że gdyby się powiódł - na pewno zapisałby chwalebną kartę w historii wielkiej wojny ojczyźnianej

Jednak plan działania miał znaczne niedociągnięcia: konieczność przeprowadzenia w bardzo krótkim czasie i w tajemnicy przed wrogiem dużego przegrupowania wojsk, możliwość skutecznego wykorzystania czołgów na terenach podmokłych tylko przy dobrej pogodzie, potrzeba zgromadzenia ogromnych rezerw paliwa, min, pocisków i innych zapasów. Ponadto obrona wroga wokół przyczółka w Diemiansku była dobrze przygotowana pod względem inżynieryjnym. Obrona „korytarza ramuszewskiego” była szczególnie silna. Gęstość pól minowych sięgała 1200–1500 min na kilometr, a schrony i bunkry były rozmieszczane co 300–350 metrów.

## Przebieg działań wojennych

### Ofensywa Frontów Leningradzkiego i Wołchowskiego, 10–27 lutego 1943

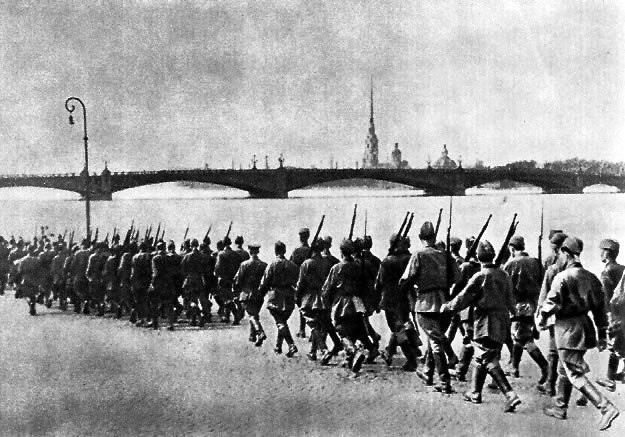
Mobilizacja w Leningradzie latem 1941 roku

10 lutego 1943 r. wojska Frontów Leningradzkiego i Wołchowskiego rozpoczęły operację tosneńsko-mgińską, stanowiącą część operacji Polarna Gwiazda . Zadanie zaatakowania z flanki na mgińskie zgrupowanie nieprzyjaciela zostało zlecone 55 Armii Frontu Leningradzkiego uderzającej z rejonu Krasnego Boru–Iwanowskiego w kierunku Tosny i Mgi oraz 54 Armii Frontu Wołchowskiego wychodzącej z rejonu Smerdyni przez Szapki w kierunku Tosny, gdzie planowano zamknięcie okrążenia. W tym samym czasie oddziały 67 Armii Frontu Leningradzkiego i 2 Armii Uderzeniowej Frontu Wołchowskiego kontynuowały ofensywę na Mgę z północy.
Podczas walk wojska radzieckie nie osiągnęły swoich celów, pomimo wielu lokalnych sukcesów (wyzwolenie Krasnego Boru i szeregu osad, eliminacja niemieckiego występu wokół zakola Newy) korytarz lądowy łączący Leningrad z resztą kraju nie został poszerzony, a strategiczny węzeł kolejowy Mga i Wzgórza Sieniawińskie nadal znajdowały się pod kontrolą wroga. Co więcej, ofensywa pod Leningradem nie przyczyniła się do wsparcia działań Frontu Północno-Zachodniego w pobliżu Diemianska. Uznając niepowodzenie operacji, Stawka na mocy dyrektywy z 27 lutego nakazała żołnierzom czasowo przerwać ofensywę i okopać się na zdobytych do tej pory pozycjach.

### Ofensywa diemiańska w dniach 15–28 lutego 1943

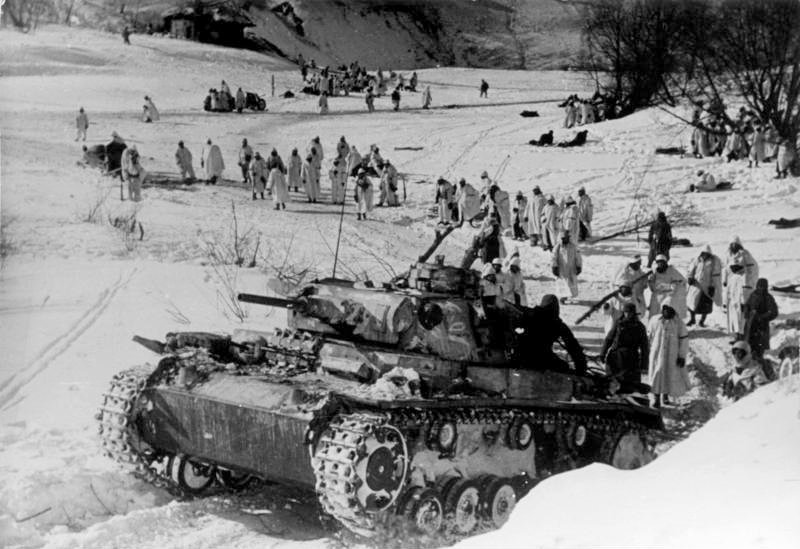
Niemieckie wojska pod Diemianskiem w 1942 roku

Najwyraźniej niemieckie dowództwo przewidziało możliwość poważnej radzieckiej ofensywy w rejonie Diemianska. 29 stycznia Adolf Hitler postanowił ewakuować żołnierzy z przyczółka diemiańskiego. Natychmiast dowództwo 16 Armii rozpoczęło realizację planu „Entruempelung” (w dosłownym tłumaczeniu „czyszczenie strychu”), który do tego czasu był już w pełni przygotowany . Oddziały Frontu Północno-Zachodniego miały rozpocząć ofensywę 19 lutego. Z powodu złej pogody armie Frontu i Grupa Specjalna nie miały jednak czasu się skoncentrować. Rozpoczęcie operacji zostało przełożone o kilka dni. Jednak w tym momencie, opierając się na danych wywiadowczych, dla radzieckiego dowództwa stało się już jasne, że Niemcy zaczęli wycofywać się z występu diemiańskiego. W tej sytuacji Stawka postanowiła natychmiast rozpocząć ofensywę z dostępnymi w tamtym momencie siłami.
15 lutego radziecka 11 i 53 Armia rozpoczęły ofensywę w celu przecięcia „korytarza ramuszewskiego”, a 34 Armia uderzyła na północny wschód od występu diemiańskiego. W obliczu silnego oporu wroga wojska radzieckie nie dotarły jednak do „korytarza ramuszewskiego” i nie uniemożliwiły Niemcom wykonania ich planu ewakuacyjnego. 22 marca Niemcy opuścili Diemiansk. Wprowadzenie do bitwy dwóch nowych armii radzieckich: 27 Armii na południe od Starej Russy i 1 Armii Uderzeniowej w pobliżu podstawy „korytarza ramuszewskiego” nie zmieniło sytuacji. 28 lutego ofensywa została zatrzymana nie osiągnąwszy głównych celów. 1 marca dowódca niemieckiej 16 Armii ogłosił zakończenie ewakuacji II Korpusu Armijnego z występu diemiańskiego. Skuteczne wycofanie wojsk z zagrożonego terenu pozwoliło niemieckiemu dowódcy znacznie wzmocnić obronę w regionie, co radykalnie zmieniło sytuację nie niekorzyść strony radzieckiej i podważyło cały początkowy plan operacji Polarna Gwiazda.
Niemniej jednak likwidacja występu diemiańskiego usunęła nawet teoretyczną możliwość rozwinięcia nowej, niemieckiej ofensywy w kierunku Moskwy.

### Zmiany pierwotnego planu „Polarnej Gwiazdy”
W wyniku radzieckiej ofensywy w kierunku północno-zachodnim w lutym 1943 r. cele określone w planie Polarna Gwiazda nie zostały osiągnięte. Jednak radzieckie dowództwo postanowiło przygotować nową ofensywę, ale z bardziej skromnymi celami – wyzwoleniem Starej Russy i stworzenia warunków do udanej ofensywy na południe od jeziora Ilmen. Co więcej, strategiczna inicjatywa na froncie radziecko-niemieckim była wciąż w rękach Armii Czerwonej. 28 lutego o godz. 15:57 marsz. Żukow wysłał Raport przedstawiciela Stawki nr 43 do Józefa Stalina w sprawie sytuacji Frontu Północno-Zachodniego: 

- 1. Nasz plan przebicia się przez obronę wroga został tak zaprojektowany, aby przebić się przez słabszą obronę i po utworzeniu grupy Chozina szybko przedostać się na tyły leningradzko-wołchowskiego zgrupowania nieprzyjaciela. Sugerowano, że zgrupowanie diemiańskie zostanie otoczone przez 1 Armię Uderzeniową, 27, 53 i 34 Armię. Teraz sytuacja dramatycznie się zmieniła. Wróg, zauważając koncentrację 1 Armii Uderzeniowej, 27 Armii i grupy Chozina, wycofał się za rzekę Łować, najwyraźniej z zamiarem osiedlenia się w obronie nad rzeką Polist od podnóża rzeki Redji, a być może wzdłuż rzeki Łować.
- 2. W przeciągu ostatnich 15 dni z powodu deszczów i odwilży drogi stały się nieprzejezdne. Bagna, w których oddziały muszą teraz działać, zaczynają się otwierać, opadać i zalewać drogi solidną wodą. Prognoza zapowiada ciepłą pogodę od 15 marca 1943 r.
- 3. Biorąc pod uwagę drastyczną sytuację i pogodę, bardzo się obawiam, że utkniemy z naszą grupą na lokalnych bagnach i w trudnym terenie, nie osiągając celu na „Polarnej Gwiazdy”.

(...)
Uważam, że:
- 1. Musimy teraz ograniczyć działania do wyjścia Frontu Północno-Zachodniego na linię rzeki Polist, porzucić plany wprowadzenia do akcji grupy Chozina, przejąć Starą Russę i przygotować przyczółek dla wiosennej ofensywy;
- 2. Przygotować grupę Chozina do wiosny, wzmacniając ją 34 i 53 Armią Frontu Północno-Zachodniego. Te dwie armie można wprowadzić do walki 15 marca w przybliżeniu w sile 10–12 dywizji, odbierając od Korotkowa trzy dywizje powietrznodesantowe. Grupa uderzeniowa może składać się z 34, 53, 68 Armii i 1 Armii Pancernej, łącznie wszystkich dywizji piechoty do 20, brygad piechoty do 18 plus jedna armia pancerna. Wierzę, że wiosną taka grupa może odegrać bardzo dużą rolę. Zgłaszam swoją opinię pod Waszą decyzję

Nowy plan działania przewidywał uderzenie sił Frontu Północno-Zachodniego 4 marca oraz Frontów Leningradzkiego i Wołchowskiego 14 marca. 27 Armia i 1 Armia Uderzeniowa miały wyzwolić Starą Russę, a wzmocniona przez 34, 53 i 68 Armię Grupa Specjalna miała przełamać obronę wroga i rozwinąć ofensywę w kierunku Pskowa oraz Narwy. Fronty Leningradzkie i Wołchowskie otrzymały to samo zadanie, co wcześniej – otoczyć oddziały wroga w rejonie Mgi. Tym razem plan przewidywał mniejszą ochronę oddziałów wroga i nie uwzględniał frontalnego ataku na Siniawino z północy. Jednocześnie 52 Armia Frontu Wołchowskiego miała przeprowadzić pozorowaną ofensywę z ograniczonymi celami na Nowogród.

### Starorusska operacja ofensywna 4–19 marca 1943

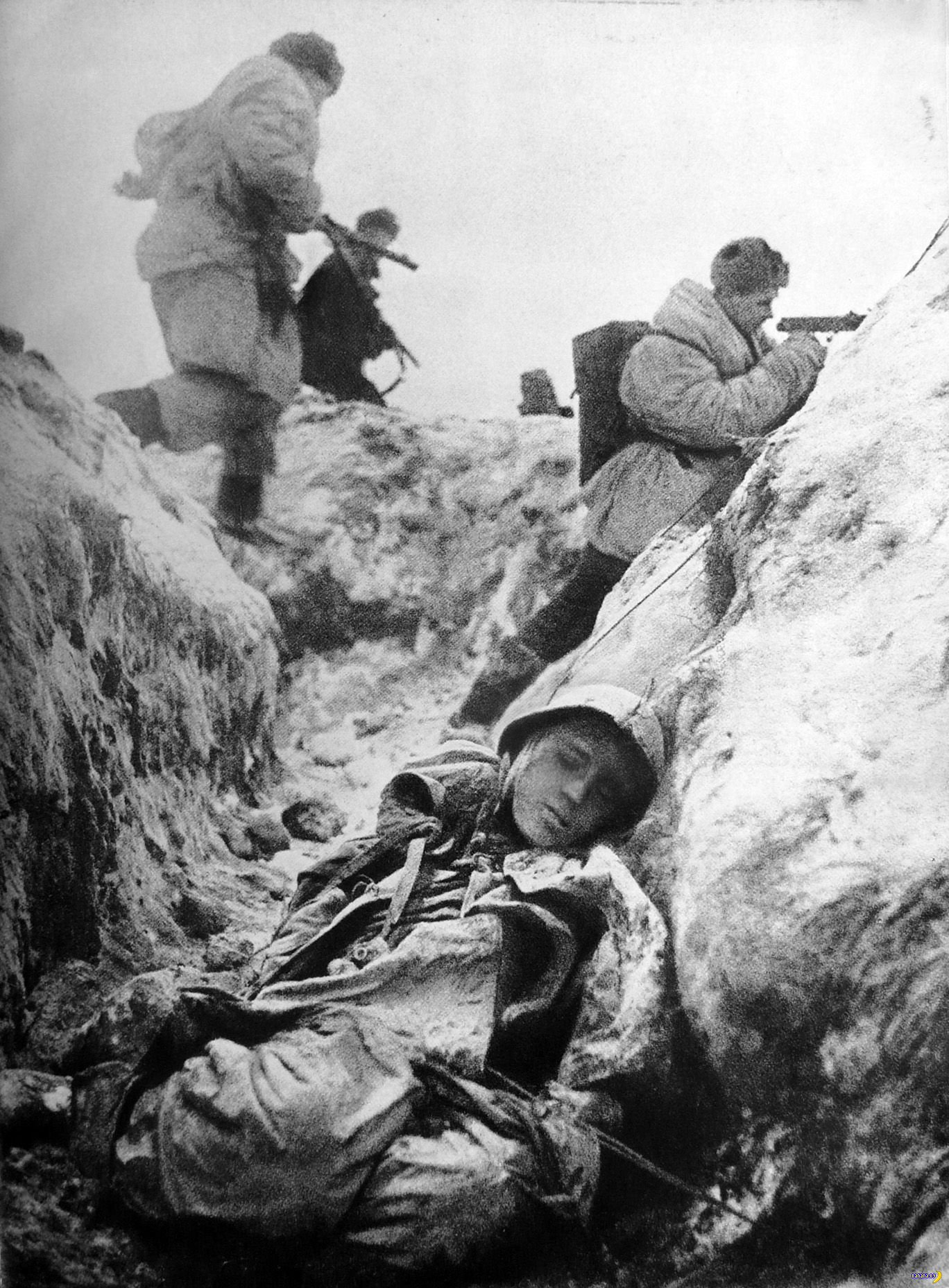
Walki na początku marca 1943 roku

5 marca, odkładając na jeden dzień początek ofensywy, 27 Armia i 1 Armia Uderzeniowa Frontu Północno-Zachodniego zaatakowały pozycje wroga, ale natarcie nie powiodło się. Do tego czasu sytuacja w południowej części całego frontu radziecko-niemieckiego zmieniła się dramatycznie – wojska niemieckie rozpoczęły potężną kontrofensywę w rejonie Charkowa i Biełgorodu. Jeszcze przed tą operacją rozpoczęło się przesunięcie radzieckiej 1 Armii Pancernej w region Kurska.
Specjalna Grupa Wojsk generała Chozina została rozwiązana na mocy dyrektywy Stawki nr 46068 z 8 marca. 13 marca marsz. Timoszenko otrzymał rozkaz przekazania swoich obowiązków gen. Iwanowi Koniewowi i natychmiastowego lotu do regionu Charkowa. Niemniej jednak 14 marca 27 Armia zadała kolejny cios fortyfikacjom wroga na wschód od Starej Russy, a 11, 34 i 53 Armia zaatakowały pozycje Niemców na południe od Ramuszewa. Do 18 marca, po przejściu zaledwie kilku kilometrów do rzeki Redji, wojska radzieckie zostały jednak zmuszone do zatrzymania ofensywy. 52 Armia Frontu Wołchowskiego, która zapewniła bezpośrednie wsparcie Frontowi Północno-Zachodniemu, rozpoczęła 14 marca ofensywę na południe od Nowogrodu. Nie mając wystarczających sił i środków, wojska 52 Armii nie odniosły sukcesu i 27 marca również zatrzymały ofensywę. Jednak aby zatrzymać postęp Armii Czerwonej, niemieckie dowództwo zostało zmuszone do wysłania dwóch dywizji z rejonu Kiriszy i Diemianska w tę część frontu.

### Ofensywa frontów Leningradzkiego i Wołchowskiego, 19 marca – 2 kwietnia 1943
Pomimo faktycznej porażki operacji Polarna Gwiazda, wojska Frontów Leningradzkiego i Wołchowskiego rozpoczęły nową ofensywę 19 marca. 55 Armia Frontu Leningradzkiego zaatakowała z obszaru na południe od Krasnego Boru. Oddziały 55 Armii spotkały się z silnym oporem wroga i nie odniosły sukcesu. 8 Armia Frontu Wołchowskiego zaatakowała Mgę z obszaru na południe od Woronowa. Po trzech dniach walk wojska radzieckie pokonały co najwyżej 3-4 kilometry w głąb nieprzyjacielskiej obrony na 7-kilometrowym odcinku frontu. Ofensywa dalej nie rozwijała się. 2 kwietnia Stawka nakazała żołnierzom Frontów Leningradzkiego i Wołchowskiego zaprzestać dalszych działań ofensywnych i przejść do obrony.

## Wyniki operacji
Po kilku operacjach ofensywnych trwających łącznie dwa miesiące wojska radzieckie poniosły ciężkie straty, ale nie osiągnęły znaczących rezultatów. Podczas ofensywy diemiańskiej w dniach 15–28 lutego 1943 r. występ diemiański został zlikwidowany, co było sukcesem, ale broniące go wojska niemieckie uciekły z okrążenia i zdołały wycofać się na wcześniej przygotowane pozycje, gdzie zatrzymały dalszą ofensywę Frontu Północno-Zachodniego. Plan ataku na tyły niemieckiej Grupy Armii Północ nie został zrealizowany. Po przeprowadzeniu ofensywy starorusskiej w dniach 4–19 marca 1943 r. wojska radzieckie, ponosząc jeszcze większe straty, ponownie nie osiągnęły prawie nic. Operacje ofensywne Frontów Leningradu i Wołchowskiego nie odegrały istotnej roli w realizacji planu Polarna Gwiazda. Pomimo wielu lokalnych sukcesów (wyzwolenie Krasnego Boru i szeregu osad, eliminacji występu niemieckiego w rejonie zakola Newy itp.), żaden z ustalonych, podstawowych celów operacji nie został zrealizowany. Jeśli niepowodzenia Frontów Leningradu i Wołchowskiego można częściowo wyjaśnić wyczerpaniem tych wojsk po operacji Iskra, tak oddziały Frontu Północno-Zachodniego były wypoczęte oraz miały wystarczającą siłę i środki do przeprowadzenia udanej ofensywy.
Przyczyny niepowodzenia operacji „Polarna Gwiazda” to: złe dowodzenie, zmiana ogólnej sytuacji na froncie radziecko-niemieckim (która doprowadziła do przesunięcia jednostek w rejon Kurska), niedostatek danych wywiadowczych (które nie obejmowały informacji o ewakuacji niemieckich żołnierzy z występu diemiańskiego) oraz gwałtowna zmiana warunków pogodowych. Z powodu niepowodzenia operacji Polarna Gwiazda marsz. Timoszenko został ośmieszony i nie dowodził już więcej żadnym frontem podczas wojny niemiecko-radzieckiej .

## Straty stron podczas operacji Polarna Gwiazda

### Straty Armii Czerwonej
- diemiańska operacja ofensywna, 15–28 lutego 1943 r. – 33 663 osoby (z czego 10 016 zabitych i zaginionych)
- starorusska operacja ofensywna, 4–19 marca 1943 r. – 103 108 osób (31 978 zabitych i zaginionych)
- straty poniesione w czasie działań bojowych Frontu Leningradzkiego i Wołchowskiego w lutym-marcu 1943 r. można oszacować tylko w przybliżeniu, ponieważ na oficjalnych listach operacji wojny niemiecko-radzieckiej operacje w pobliżu Leningradu w tym okresie nie występują. Przypuszczalnie straty wyniosły: w lutym – około 100 000 zabitych i rannych (straty 54 i 55 Armii – 40 000, straty 2 Armii Uderzeniowej i 67 Armii – 60 000), w marcu i na początku kwietnia – około 60 000. Dane te są zgodne z innymi źródłami. Na przykład amerykański historyk David Glanz szacuje straty Armii Czerwonej w tych operacjach na 150 000 (z czego 35 000 zabitych i zaginionych).

Całkowite straty wojsk radzieckich w operacji Polarna Gwiazda (zabici, ranni, zaginieni) wyniosły około 280 000 żołnierzy.

### Straty armii niemieckiej
Według doniesień armii niemieckiej o stratach, 16 i 18 Armia straciły 38 847 zabitych, rannych i zaginionych w lutym oraz 39 268 w marcu. Tak więc straty Grupy Armii Północ w lutym-marcu 1943 r. wyniosły 78 115 żołnierzy .

## Operacja „Polarna Gwiazda” w historiografii
W oficjalnej historiografii radzieckiej cele i zadania operacji Polarna Gwiazda nie zostały zniekształcone. Operację tę opisywano w encyklopediach, wspomnieniach, opracowaniach historycznych itp. Jednak jedyną częścią składową tej operacji na oficjalnej liście bitew wojny niemiecko-radzieckiej była ofensywa diemiańska. Ofensywa starorusska pojawiła się na tej liście dopiero w latach 90., po rozpadzie ZSRR.
Działania Frontów Leningradzkiego i Wołchowskiego w okresie luty-marzec 1943 r. również nie zostały wystarczająco opisane, ponieważ wojska radzieckie w pobliżu Leningradu nie osiągnęły wtedy nawet lokalnych celów. Dwie wspólne operacje Frontów Leningradzkiego i Wołchowskiego w tym okresie mające na celu okrążenie wrogiego zgrupowania mgińsko-siniawińskiego nie mają nawet ustalonych, oficjalnych nazw. W historiografii radzieckiej i we współczesnej rosyjskiej podkreślono jednak fakt, że walki pod Leningradem w tamtym czasie były częścią ogólnego planu strategicznego. Znaczący jest także brak wzmianki o Operacji Polarna Gwiazda we wspomnieniach marsz. Żukowa, który ograniczył opis swojego pobytu na Froncie Północno-Zachodnim na początku 1943 r. zaledwie do kilku wzmianek . Marsz. Mierieckow w swoich wspomnieniach nazwał walki Frontu Wołchowskiego po przerwaniu blokady Leningradu „serią lokalnych operacji” z lokalnymi zadaniami .